# Griming Simon
Griming Simon (? – Kassa, 1759. június 17.) szobrász.
1723-ban kapott Kassán polgárjogot, ahol élete végéig számos megbízást teljesített.

## Művei
- Első munkája, a kassai ferences templom homlokzatának Immaculata-szobra (1720), Tornyossy Tamás építész megrendelésére
- Fő műve a kassai Immaculata-oszlop (1722-23)
- az eperjesi Szt. József ferences kolostor szobrai (1733)
- a kassai domonkos templom Rozália-oltára (1746)
- utolsó műve: a kassai városháza feszülete (1746)